# Saint-Oyen (Savoie)
Saint-Oyen korábbi község (település) Franciaországban, Savoie megyében. 2019. január 1-jén Aigueblanche és Le Bois községgel egyesült és Grand-Aigueblanche új község része lett.
Lakosainak száma 211 fő (2018. január 1.). Saint-Oyen La Léchère, Aigueblanche és La Léchère községekkel határos.

## Népesség
A település népessége az elmúlt években az alábbi módon változott:
| Lakosok száma | 213  | 220  | 228  | 215  | 211  |
|               | 2013 | 2015 | 2016 | 2017 | 2018 |